# Культура Грузії
Культу́ра Гру́зії — це екзотична, таємнича і стародавня культура, історія якої сягає глибини тисячоліть. Елементи анатолійської, європейської, перської, арабської, османської та далекосхідної культур вплинули на власну етнічну ідентичність Грузії, в результаті чого вона стала однією з найбільш унікальних і гостинних культур в світі. Традиційно грузини вважають, що гості — це дар небес, а тому їх привітність і надзвичайна люб'язність миттєво завойовують серце будь-якого мандрівника.
Стратегічне географічне положення Грузії між Європою і Азією є однією з основних причин різноманітності її культурних особливостей. Її вектор, який об'єднує північ, південь, схід і захід зробив країну важливим пунктом торгівлі на історичному Шовковому шляху. Процвітання торгівлі поряд з власними багатими ресурсами Грузії остаточно сформувало єднання культур.
Протягом всієї історії осередки ізоляції у віддалених гірських районах зберігали велику частину їх первозданної унікальності. Сьогодні ці перлини старовини пропонують туристу побачити справжнє грузинське надбання.
Особливо вражає в Грузії співіснування вражаючого прогресу і дбайливого ставлення до культурного та історичного надбання, завдяки чому вся грузинська культура збережена в найкращому вигляді.
Культура Грузії викликає інтерес у всьому світі, її автентичність робить Грузію однією з найпривабливіших для культурного туризму країн. Грузинська монументальна архітектура, всесвітньо відомий поліфонічний спів і традиційна музика, книжкова мініатюра, багата духовна і світська література, барвисті народні танці та балет, театр і кіно, ювелірні вироби, різьблення по металу, кераміка і картини — все це як не можна краще представляє давню грузинську культуру.
Період між одинадцятим і дванадцятим століттями був Відродженням грузинської держави, коли ченці в академіях, церквах і монастирях висували нові гуманістичні ідеї. Навіть в середні століття в Грузії процвітали філософія і історіографія, теологія і право, поезія і мистецтво. Розвивалися архітектура, астрономія, географія та інші наукові дисципліни. Прикладне мистецтво, особливо ювелірна майстерність і мистецтво різьблення по металу, процвітає з тих пір і по теперішній час.
Розквіт світської культури відбувся в дев'ятнадцятому столітті, коли грузинські письменники і художники творили під впливом європейських тенденцій. Два найвизначніших явища духовної культури Грузії — це традиції музичного і танцювального фольклору.
Сьогодні культура Грузії багатша, ніж будь-коли. Для будь-якого мандрівника, що шукає оригінальний пункт призначення з різноманітним культурним впливом, Грузія є очевидним і доступним вибором.
Докладніше: Картвелологія

## Супра
Грузинська соціальна культура об'єднує в собі свято традиційної грузинської кухні і грузинського вина за участю грузинського майстра по застіллям — тамади. Таке свято називається «супра» (перекладається з грузинського як «скатертина»).
Ці святкові зустрічі часто тривають з ранку і до пізньої ночі. Тости, які вимовляє тамада, можуть тривати цілих півгодини. У той час як каже тамада, пити заборонено.

## Прикладне мистецтво
Традиційне грузинське прикладне мистецтво в основному представлено високохудожніми виробами з кераміки, металу, дерева, кістки. Грузія славиться своєю ювелірною майстерністю, гравіюванням по металу.
Музика і танці (фольклор)
У світі знайдеться небагато країн з такою високою хоровою культурою, як Грузія. Національна самобутність грузинського народу повною мірою проявилася в багатоголосій хоровій пісні. Своїм корінням багатоголосий (поліфонічний) спів сходить до V ст. н. е. Спочатку воно існувало лише як народне, але після прийняття християнства придбало статус ще і церковного співу.

## Живопис і архітектура
Мистецтво живопису представлено в Грузії роботами таких майстрів як легендарний Ніко Піросмані, Гіго Габашвілі, Давид Какабадзе, Ладо Гудіашвілі, Корнелій Санадзе, Олена Ахвледіані, Сергій Кобуладзе, Симон Вірсаладзе і Катерина Багдавадзе. Всесвітньо відомі такі грузинські скульптори, як Елгуджа Амашукелі, Іраклій Очиаурі і Зураб Церетелі. Театр
Грузинська драматургія сходить до середини XIX ст. Її основоположником вважається письменник, перекладач і театральний діяч Георгій Еріставі (1811—1864).
Кіно
Народження грузинського кінематографу відбулося на початку XX ст. Перший фільм був знятий в 1912 році. Тоді ще ніхто не знав, що грузинські фільми отримають світове визнання.

## Музеї
У Грузії налічується близько 100 музеїв. В одному лише Тбілісі їх більше 20. Головний музей країни — Державний музей Грузії ім. Симона Джанашіа, перетворений в 1919 році з Кавказького музею (заснований в 1852 р).